# Lijst van oorlogen (chronologisch)
Deze lijst van oorlogen probeert een zo volledig mogelijk chronologisch beeld te geven van alle gevoerde oorlogen.

## Oudheid
- 736 – 464 v.Chr.: Messenische Oorlogen
- ca. 710 – 650 v.Chr.: Lelantijnse Oorlog
- ca. 600 – 590 v.Chr.: Eerste Heilige Oorlog
- ca. 600 – 265 v.Chr.: Siciliaanse Oorlogen
- 500 – 490 v.Chr.: Eerste Perzische Oorlog
- 499 – 493 v.Chr.: Ionische Opstand
- 480 – 479 v.Chr.: Tweede Perzische Oorlog
- ca. 460 – 445 v.Chr.: Eerste Peloponnesische Oorlog
- ca. 450 – 448 v.Chr.: Tweede Heilige Oorlog
- 441 – 439 v.Chr.: Samische Oorlog
- 431 – 404 v.Chr.: Peloponnesische Oorlog
- 415 – 413 v.Chr.: Siciliaanse Expeditie
- 401 v.Chr.: Burgeroorlog tussen Cyrus de Jongere en Artaxerxes II
- 395 – 387 v.Chr.: Korinthische Oorlog
- 357 – 355 v.Chr.: Eerste Bondgenotenoorlog
- 355 – 346 v.Chr.: Derde Heilige Oorlog
- 343 – 341 v.Chr.: Eerste Samnitische Oorlog
- 340 – 338 v.Chr.: Latijnse Oorlog
- 334 – 323 v.Chr.: Oorlogen van Alexander de Grote
- 323 – 322 v.Chr.: Lamische Oorlog
- 322 – 275 v.Chr.: Diadochenoorlogen
- 327 – 304 v.Chr.: Tweede Samnitische Oorlog
- 298 – 290 v.Chr.: Derde Samnitische Oorlog
- 280 – 275 v.Chr.: Pyrrhische Oorlog
- 264 – 261 v.Chr.: Eerste Punische Oorlog
- 220 – 217 v.Chr.: Tweede Bondgenotenoorlog
- 218 – 201 v.Chr.: Tweede Punische Oorlog
- 215 – 205 v.Chr.: Eerste Macedonische Oorlog
- 200 – 197 v.Chr.: Tweede Macedonische Oorlog
- 192 – 188 v.Chr.: Romeins-Seleucidische Oorlog
- 171 – 168 v.Chr.: Derde Macedonische Oorlog
- 149 – 148 v.Chr.: Vierde Macedonische Oorlog
- 149 – 146 v.Chr.: Derde Punische Oorlog
- 90 – 89 v.Chr.: Bellum sociorum
- 58 – 50 v.Chr.: Gallische Oorlog
- 49 – 45 v.Chr.: Burgeroorlog tussen Pompeius en Caesar
- 48 v.Chr.: Alexandrijnse Oorlog
- 43 – 96: Romeinse verovering van Britannia
- 60 – 61: Opstand van Boudicca
- 66 – 73: Joodse Oorlog
- 68 – 69: Vierkeizerjaar
- 101 – 106: Dacische Oorlogen
- 115 – 117: Kitosoorlog
- 132 – 136: Bar Kochba-opstand
- 166 – 180: Marcomannenoorlog
- 184 – 205: Gele Tulbandenopstand
- 291 – 306: Oorlog van de Acht Prinsen
- 363 - Julianus' Perzische Veldtocht
- 379 - 382: Gotische Oorlog (376-382)
- 387 - 388: Romeinse burgeroorlog (387-388)
- 395 - 398: Gotische opstand van Alarik I
- 398: Pictische oorlog van Stilicho
- 399 - 400 Gotische opstand van Tribigild
- 402 – 403: Gotische Oorlog
- 405 - 406: Oorlog van Radagaisus
- 409 - 417: Bagaudenopstand
- 412 - 413: Oorlog van Heraclianus
- 416 - 418: Gotische oorlog in Spanje (416-418)
- 422 - Vandaalse oorlog van 422
- 425 - 426: Gotische opstand van Theodorik I
- 427 - 429: Romeinse burgeroorlog (427-429)
- 429 - 442: Vandaalse verovering van Romeins Afrika
- 432: Romeinse burgeroorlog (432)
- 435 - 436: Bourgondische opstand van Gundohar
- 436 - 439: Gotische oorlog (436-439)
- 439 - 442: Vandaalse oorlog (439-442)
- 456: Gotische oorlog in Spanje (456)
- 456: Romeinse burgeroorlog (456)
- 457 - 458: Gotische oorlog van 457-458
- 461 - 464: Romeinse burgeroorlog (461)
- 496 - 498: Frankisch-Visigotische Oorlog (496-498)

## Middeleeuwen
- 507 - 511: Frankisch-Gotische Oorlog (507-511)
- 533 – 534: Vandaalse Oorlog
- 535 – 554: Gotische Oorlog
- 600 – 793: Fries-Frankische oorlogen
- 614: Slag bij Badr
- 625: Slag bij Uhud
- 627: Slag bij de Gracht
- 629: Slag bij Khaybar
- 634 – 1180: Byzantijns-Arabische oorlogen
- 680 – 1355: Byzantijns-Bulgaarse oorlogen
- 715 – 718: Frankische Burgeroorlog
- 718 – 1492: Spaanse Reconquista
- 772 – 804: Saksenoorlogen
- 1015 – 1016: Verovering van Engeland door Knoet de Grote
- 1048 – 1308: Byzantijns-Seltsjoekse oorlogen
- 1066 – 1088: Normandische verovering van Engeland
- 1096 – 1099: Eerste Kruistocht
- 1101: Kruisvaart
- 1139 – 1159: Grimbergse Oorlogen
- 1147 – 1149: Tweede Kruistocht
- 1156: Hogen-opstand
- 1180 – 1185: Genpei-oorlog
- 1189 – 1192: Derde Kruistocht
- 1202 – 1204: Vierde Kruistocht
- 1209 – 1244: Albigenzische Kruistochten
- 1213 – 1221: Vijfde Kruistocht
- 1228 – 1229: Zesde Kruistocht
- 1248 – 1254: Zevende Kruistocht
- 1262 – 1266: Schots-Noorse Oorlog
- 1270: Achtste Kruistocht
- 1271 – 1272: Negende Kruistocht
- 1272 – 1524: Fries-Hollandse oorlogen
- 1323 – 1328: Opstand van Kust-Vlaanderen
- 1337 – 1453: Honderdjarige Oorlog
- 1350 – 1490: Hoekse en Kabeljauwse twisten
- 1355 – 1357: Brabantse Successieoorlog
- 1407 – 1427: Vierde Chinese overheersing
- 1413 – 1422: Grote Friese Oorlog
- 1419 – 1434: Hussitische Oorlogen
- 1438 – 1441: Hollands-Wendische Oorlog
- 1449 – 1453: Eerste Markgravenoorlog
- 1454 – 1466: Dertienjarige Oorlog
- 1455 – 1485: Rozenoorlogen
- 1458 – 1464: Donia-oorlog
- 1467 – 1477: Onin-oorlog
- 1474 – 1477: Bourgondische Oorlogen
- 1494 – 1559: Italiaanse Oorlogen
  - 1494 – 1498: Eerste Italiaanse Oorlog
  - 1499 – 1504: Tweede Italiaanse Oorlog

## 16e eeuw
- 1503 – 1505: Landshuter Successieoorlog
- 1508 – 1516: Oorlog van de Liga van Kamerijk
- 1509: Portugees-Turkse Oorlog
- 1519 – 1721: Spaanse verovering van Mexico
  - 1519 – 1521: Spaanse verovering van het Azteekse Rijk
- 1520 – 1521: Opstand van de comunidades
- 1521 – 1523: Zweedse Onafhankelijkheidsoorlog
- 1521 – 1526: Italiaanse Oorlog
- 1524 – 1526: Duitse Boerenoorlog
- 1526 – 1530: Oorlog van de Liga van Cognac
- 1526 – 1791: Ottomaans-Habsburgse oorlogen
  - 1591 – 1606: Vijftienjarige Oorlog
- 1529 – 1532: Oorlog van de Twee Broers (burgeroorlog in het Inkarijk)
- 1529: Eerste Kappeleroorlog
- 1532 – 1535: Spaanse verovering van Peru
- 1534 – 1536: Gravenvete
- 1541: Mixtónoorlog
- 1546 – 1547: Schmalkaldische Oorlog
- 1551 – 1559: Italiaanse Oorlog
- 1552 – 1556: Kazanoorlog
- 1558 – 1583: Lijflandse Oorlog
- 1562 – 1598: Hugenotenoorlogen
- 1563 – 1570: Zevenjarige Oorlog tussen Denemarken en Zweden
- 1568 – 1648: Tachtigjarige Oorlog
- 1569 – 1570: Eerste Russisch-Turkse Oorlog
- 1583 – 1588: Keulse Oorlog
- 1585 – 1604: Spaans-Engelse Oorlog
- 1591 – 1606: Vijftienjarige Oorlog
- 1592 – 1598: Japanse invasies van Korea
- 1594 – 1603: Negenjarige Oorlog (Ierland)
- Algerijns-Spaanse Oorlogen

## 17e eeuw
- 1602 – 1611: Nederlands-Portugese Oorlog
- 1605 – 1618: Pools-Russische Oorlog
- 1609 – 1614: Gulik-Kleefse Successieoorlog
- 1610 – 1617: Ingrische Oorlog
- 1611: Zoutoorlog
- 1611 – 1613: Kalmaroorlog
- 1615 – 1617: Uskokoorlog
- 1618 – 1648: Dertigjarige Oorlog
- 1632 – 1634: Smolenskoorlog
- 1635 – 1659: Frans-Spaanse Oorlog
- 1640 – 1668: Portugese Restauratieoorlog
- 1640 – 1701: Beveroorlogen
- 1641 – 1644: Eerste oorlog van Castro
- 1642 – 1649: Engelse Burgeroorlog
- 1643 – 1645: Oorlog van Kieft
- 1648 – 1657: Chmelnytsky-opstand
- 1648 – 1653: La Fronde
- 1649: Tweede oorlog van Castro
- 1651 – 1986: Driehonderdvijfendertigjarige Oorlog
- 1652 – 1654: Eerste Engels-Nederlandse Oorlog
- 1654 – 1667: Pools-Russische Oorlog
- 1655 – 1660: Noordse Oorlog
  - 1656 – 1658: Russisch-Zweedse Oorlog
  - 1657 – 1658: Deens-Zweedse Oorlog
  - 1658 – 1660: Zweeds-Nederlandse Oorlog
- 1665 – 1667: Tweede Engels-Nederlandse Oorlog
- 1667 – 1668: Devolutieoorlog
- 1672 – 1678: Hollandse Oorlog (ook wel de Frans-Nederlandse oorlog genoemd)
  - 1672 – 1674: Derde Engels-Nederlandse Oorlog
  - 1675 – 1679: Schoonse Oorlog
- 1675 – 1676: King Philip's War
- 1676 – 1681: Eerste Russisch-Turkse Oorlog
- 1677 – 1707: Eerste Javaanse Successieoorlog
- 1683 – 1699: Grote Turkse Oorlog
- 1683 – 1684: Frans-Spaanse Oorlog
- 1685: Monmouth-opstand
- 1686 – 1700: Tweede Russisch-Turkse Oorlog
- 1687 – 1689: Krimveldtochten
- 1688 – 1697: Negenjarige Oorlog
  - 1689 – 1697: Oorlog van koning Willem
- 1689 – 1763: Franse en Indiaanse oorlogen
- 1695 – 1696: Azovveldtochten

## 18e eeuw
- 1700 – 1721: Grote Noordse Oorlog
- 1701 – 1714: Spaanse Successieoorlog
  - 1702 – 1713: Oorlog van koningin Anna
- 1710 – 1711: Derde Russisch-Turkse Oorlog
- 1715 – 1718: Yamasee-oorlog
- 1718 – 1720: Oorlog van het Viervoudig Verbond
- 1719 – 1722: Tweede Javaanse Successieoorlog
- 1722 – 1725: Dummers oorlog
- 1722 – 1723: Russisch-Perzische Oorlog
- 1733 – 1738: Poolse Successieoorlog
- 1735 – 1739: Vierde Russisch-Turkse Oorlog
- 1740 – 1748: Oostenrijkse Successieoorlog
  - 1739 – 1748: Oorlog om Jenkins' oor
  - 1740 – 1742: Eerste Silezische Oorlog
  - 1741 – 1743: Russisch-Zweedse Oorlog
  - 1744 – 1748: Oorlog van koning George
  - 1744 – 1745: Tweede Silezische Oorlog
- 1749 – 1755: Derde Javaanse Successieoorlog
- 1756 – 1763: Zevenjarige Oorlog
  - 1754 – 1763: Franse en Indiaanse Oorlog
  - 1756 – 1763: Derde Silezische Oorlog
- 1768 – 1774: Vijfde Russisch-Turkse Oorlog
- 1775 – 1783: Amerikaanse Onafhankelijkheidsoorlog
  - 1780 – 1784: Vierde Engels-Nederlandse Oorlog
- 1778 – 1779: Beierse Successieoorlog
- 1784: Keteloorlog
- 1787 – 1792: Zesde Russisch-Turkse Oorlog
- 1788 – 1790: Russisch-Zweedse Oorlog
- 1791 – 1804: Haïtiaanse Revolutie
- 1791 – 1804: Latijns-Amerikaanse Onafhankelijkheidsoorlogen
  - 1808 – 1833: Spaans-Amerikaanse onafhankelijkheidsoorlogen
    - 1810 – 1821: Mexicaanse Onafhankelijkheidsoorlog
    - 1810 – 1826: Chileense Onafhankelijkheidsoorlog
- 1792 – 1802: Franse revolutionaire oorlogen
  - 1792 – 1797: Eerste Coalitieoorlog
    - 1793 – 1796: Opstand in de Vendée

  - 1798 – 1802: Tweede Coalitieoorlog
- 1793 – 1795: Pyreneeënoorlog
- 1798: Ierse opstand
- Algerijns-Spaanse Oorlogen

## 19e eeuw
- 1801 – 1805: Eerste Barbarijse Oorlog
- 1801: Sinaasappeloorlog
- 1803 – 1815: Napoleontische oorlogen
  - 1803 – 1805: Derde Coalitieoorlog
  - 1806 – 1807: Vierde Coalitieoorlog
  - 1806 – 1812: Zevende Russisch-Turkse Oorlog
  - 1807 – 1814: Spaanse Onafhankelijkheidsoorlog
  - 1809: Vijfde Coalitieoorlog
  - 1812: Veldtocht van Napoleon naar Rusland
  - 1812 – 1814: Zesde Coalitieoorlog
  - 1815: Honderd Dagen
- 1804 – 1806: Eerste Servische Opstand
- 1804 – 1813: Derde Russisch-Perzische Oorlog
- 1808 – 1810: Rum Rebellion
- 1808 – 1809: Finse Oorlog
- 1810 – 1818: Argentijnse Onafhankelijkheidsoorlog
- 1810 – 1826: Chileense Onafhankelijkheidsoorlog
- 1810 – 1821: Mexicaanse Onafhankelijkheidsoorlog
- 1812 – 1815: Oorlog van 1812
- 1812 – 1816: Tweede Barbarijse Oorlog
- 1815: Napolitaanse Oorlog
- 1815 – 1817: Tweede Servische Opstand
- 1817 – 1864: Kaukasusoorlog
- 1821 – 1832: Griekse Onafhankelijkheidsoorlog
- 1821 – 1837: Padri-oorlogen
- 1825: Decembristenopstand
- 1825 – 1830: Java-oorlog
- 1826 – 1828: Russisch-Perzische Oorlog
- 1828 – 1829: Achtste Russisch-Turkse Oorlog
- 1830: Julirevolutie
- 1830 – 1831: Novemberopstand
- 1830 – 1831: Belgische Revolutie
- 1833 – 1840: Eerste Carlistenoorlog
- 1835 – 1836: Toledo-oorlog
- 1835 – 1836: Texaanse Onafhankelijkheidsoorlog
- 1838 – 1839: Gebakoorlog
- 1839 – 1842: Eerste Brits-Afghaanse Oorlog
- 1839 – 1842: Eerste Opiumoorlog
- 1843 – 1872: Maori-oorlogen
- 1845 – 1846: Eerste Sikhoorlog
- 1846: Eerste expeditie naar Bali
- 1846 – 1848: Mexicaans-Amerikaanse Oorlog
- 1847: Sonderbundsoorlog
- 1847 – 1901: Kastenoorlog van Yucatán
- 1848: Februarirevolutie
- 1848: Maartrevolutie
- 1848 – 1849: Eerste Italiaanse Onafhankelijkheidsoorlog
- 1848: Tweede expeditie naar Bali
- 1848 – 1849: Tweede Sikhoorlog
- 1848 – 1849: Hongaarse Revolutie
- 1848 – 1851: Eerste Duits-Deense Oorlog
- 1849 – 1850: Derde expeditie naar Bali
- 1850 – 1864: Taipingopstand
- 1853 – 1856: Krimoorlog (de negende Russisch-Turkse oorlog)
- 1854 – 1860: Bleeding Kansas
- 1856 – 1860: Tweede Opiumoorlog
- 1857 – 1858: Indiase opstand
- 1858 – 1861: Hervormingsoorlog
- 1859: Tweede Italiaanse Onafhankelijkheidsoorlog
- 1861 – 1865: Amerikaanse Burgeroorlog
- 1861 – 1867: Franse interventie in Mexico
- 1863 – 1865: Januariopstand (Rusland)
- 1863 – 1865: Colorado-oorlog
- 1864: Tweede Duits-Deense Oorlog
- 1864 – 1870: Oorlog van de Drievoudige Alliantie
- 1866: Duitse Oorlog (of Oostenrijks-Pruisische Oorlog)
- 1868 – 1869: Boshin-oorlog
- 1868 – 1878: Tienjarige Oorlog
- 1870 – 1871: Frans-Duitse Oorlog (of Frans-Pruisische Oorlog)
- 1873 – 1904: Atjehoorlog
- 1877: Satsuma-opstand
- 1877 – 1878: Tiende Russisch-Turkse Oorlog
- 1878: Lincoln County War
- 1878 – 1880: Tweede Brits-Afghaanse Oorlog
- 1879: Zoeloe-oorlog
- 1879 – 1884: Salpeteroorlog (of Oorlog van de Grote Oceaan)
- 1880 – 1881: Eerste Boerenoorlog
- 1885: Servisch-Bulgaarse Oorlog
- 1891: Chileense Burgeroorlog (1891)
- 1891: Engels-Manipurese Oorlog
- 1893 – 1894: Eerste Matabele-oorlog
- 1894 – 1895: Eerste Chinees-Japanse Oorlog
- 1895 – 1896: Eerste Italiaans-Ethiopische Oorlog
- 1896: Engels-Zanzibarese Oorlog
- 1896 – 1898: Filipijnse Revolutie
- 1898: Spaans-Amerikaanse Oorlog
- 1899 – 1901: Bokseropstand
- 1899 – 1902: Tweede Boerenoorlog
- 1899 – 1902: 1000-daagse Oorlog
- 1899 – 1913: Filipijns-Amerikaanse Oorlog

## 20e eeuw
- 1903 – 1904: Britse Veldtocht in Tibet
- 1904 – 1907: Namibische Genocide
- 1904 – 1905: Russisch-Japanse Oorlog
- 1905: Russische Revolutie
- 1906: Varkensoorlog
- 1910 – 1921: Mexicaanse Revolutie
  - 1914: Amerikaanse bezetting van Veracruz
- 1911 – 1912: Italiaans-Turkse Oorlog
- 1911 – 1912: Xinhai-revolutie
- 1912 – 1913: Eerste Balkanoorlog
- 1913: Tweede Balkanoorlog
- 1914 – 1918: Eerste Wereldoorlog
  - 1914 – 1918: Elfde Russisch-Turkse Oorlog
  - 1916: Paasopstand
  - 1916 – 1918: Arabische opstand
  - 1918: Finse Burgeroorlog
- 1916 – 1917: Nationale Beschermingsoorlog
- 1917: Februarirevolutie
- 1917: Oktoberrevolutie
- 1917 – 1923: Russische Burgeroorlog
  - 1917 – 1921: Oekraïense Onafhankelijkheidsoorlog
    - 1918 – 1919: Pools-Oekraïense Oorlog

  - 1918: Finse Burgeroorlog
  - 1919 – 1921: Pools-Russische Oorlog
  - 1918 – 1920: Armeens-Azerbeidzjaanse Oorlog
- 1918 – 1919: Novemberrevolutie
- 1918: Armeens-Georgische Oorlog
- 1919 – 1923: Turkse Onafhankelijkheidsoorlog
  - 1919 – 1922: Grieks-Turkse Oorlog
  - 1920: Turks-Armeense Oorlog
- 1919: Derde Brits-Afghaanse Oorlog
- 1919: Hongaars-Roemeense Oorlog
- 1919 – 1921: Ierse Onafhankelijkheidsoorlog
- 1920: Vlora-oorlog
- 1920 – 1926: Rifoorlog
- 1921: Sovjet-invasie van Georgië
- 1922 – 1923: Ierse Burgeroorlog
- 1924: Augustusopstand in Georgië
- 1926 – 1929: Cristero-oorlog
- 1927 – 1949: Chinese Burgeroorlog
- 1929: Chinees-Sovjet-Russisch conflict
- 1932: Shanghai-incident
- 1932 – 1935: Chaco-oorlog
- 1934: Oostenrijkse Burgeroorlog
- 1935 – 1936: Tweede Italiaans-Ethiopische Oorlog
- 1936 – 1939: Arabisch-Palestijnse opstand
- 1936 – 1939: Spaanse Burgeroorlog
- 1939: Italiaanse invasie van Albanië
- 1939 – 1945: Tweede Wereldoorlog
  - 1937 – 1945: Tweede Chinees-Japanse Oorlog
  - 1939: Poolse Veldtocht
  - 1939 – 1940: Winteroorlog tussen Finland en de Sovjet-Unie
  - 1940 – 1941: Grieks-Italiaanse Oorlog
  - 1941 – 1944: Vervolgoorlog
  - 1943: Opstand in het getto van Warschau
  - 1944 – 1945: Laplandoorlog
- 1945 – 1991: De Koude Oorlog
  - Lijst van gewapende conflicten 1945-1959
  - 1950 – 1953: Koreaanse Oorlog
  - 1953 – 1959: Cubaanse Revolutie
  - 1955 – 1975: Vietnamoorlog
    - 1953 – 1975: Laotiaanse Burgeroorlog
    - 1967 – 1975: Cambodjaanse Burgeroorlog

  - 1956: Hongaarse Opstand
  - 1960 – 1966: Congocrisis
  - 1962 – 1970: Noord-Jemenitische Burgeroorlog
  - 1966 – 1989: Zuid-Afrikaanse Grensoorlog
  - 1977 – 1978: Ogaden-oorlog
  - 1991: Augustusstaatsgreep in Moskou
- 1945 – 1949: Indonesische Onafhankelijkheidsoorlog
- 1946 – 1954: Eerste Indochinese Oorlog
- 1946 – 1949: Griekse Burgeroorlog
- 1947 – 1948: Eerste Kasjmiroorlog
- 1948 – 1949: Arabisch-Israëlische Oorlog
- 1950 – 1951: Invasie van Tibet
- 1952 – 1960: Mau Mau-opstand
- 1954 – 1962: Algerijnse Oorlog
- 1956: Suezcrisis
- 1958: Eerste Kabeljauwoorlog
- 1961: Invasie in de Varkensbaai
- 1961 – 1974: Portugese koloniale oorlog
- 1961 – 1991: Eritrese Onafhankelijkheidsoorlog
  - 1972 – 1974: Eerste Eritrese Burgeroorlog
  - 1980 – 1981: Tweede Eritrese Burgeroorlog
- 1961 – 1975: Onafhankelijkheidsoorlog van Cabinda
- 1962: Chinees-Indiase Oorlog
- 1962 – 1966: Konfrontasi
- 1963 – 1964: Zandoorlog
- 1964: Revolutie van Zanzibar
- 1965: Tweede Kasjmiroorlog
- 1965 – 1979: Tsjadische Burgeroorlog
- 1967: Zesdaagse Oorlog
- 1967 – 1970: Biafra-oorlog
- 1967 – 1970: Uitputtingsoorlog
- 1968 – 1998: The Troubles
- 1969: Voetbaloorlog tussen El Salvador en Honduras
- 1970 – 1971: Zwarte September
- 1971: Indiaas-Pakistaanse Oorlog
- 1972 – 1973: Tweede Kabeljauwoorlog
- 1973: Jom Kipoer-oorlog
- 1975 – 1990: Libanese Burgeroorlog
- 1975: Conflict in Laos tussen de Hmong en de regering
- 1975: Derde Kabeljauwoorlog
- 1976 – 1983: Vuile Oorlog
- 1976: Operatie Entebbe
- 1977: Libisch-Egyptische Oorlog
- 1977 – 1992: Mozambikaanse Burgeroorlog
- 1978: Operatie Litani
- 1979: Chinees-Vietnamese Oorlog
- 1979 – 1989: Afghaanse Oorlog
- 1980 – 1988: Irak-Iranoorlog
- 1982: Falklandoorlog
- 1983: Invasie van Grenada
- 1983 – 2009: Sri Lankaanse Burgeroorlog
- 1984 – 1987: Siachenconflict
- 1986 – 1992: Binnenlandse Oorlog
- 1986: Zuid-Jemenitische Burgeroorlog
- 1987: Toyota-oorlog
- 1988 – 1994: Oorlog in Nagorno-Karabach
- 1989 – 1990: Operatie Just Cause
- 1989: Roemeense Revolutie
- 1989 – 1996: Eerste Liberiaanse Burgeroorlog
- 1990 – 1991: Golfoorlog
- 1990 – 1995: Eerste Toearegopstand
- 1990 – 2006: Casamanceconflict
- 1991 – 2001: Joegoslavische oorlogen
  - 1991: Tiendaagse Oorlog in Slovenië
  - 1991 – 1995: Kroatische Onafhankelijkheidsoorlog
  - 1992 – 1995: Bosnische Burgeroorlog
    - 1992 – 1994: Kroatisch-Bosniakse Oorlog

  - 1998 – 1999: Kosovaarse Oorlog
  - 1999-2001: Conflict in de Preševo-vallei
  - 2001: Macedonisch conflict
- 1991 – 1992: Oorlog in Zuid-Ossetië
- 1991 – 2002: Sierra Leoonse Burgeroorlog
- 1991 – 2002: Algerijnse Burgeroorlog
- 1992 – 1993: Oorlog in Abchazië
- 1992: Transnistrisch conflict
- 1993: Russische constitutionele crisis
- 1993: Operatie Verantwoordelijkheid
- 1994: Zapatista opstand in Mexico (de opstand is niet officieel beëindigd, maar de gevechten zijn voorbij)
- 1994 – 1996: Eerste Tsjetsjeense Oorlog
- 1996 – 2006: Nepalese Burgeroorlog
- 1996 - 1997 Eerste Congolese Burgeroorlog
- 1997: Albanese anarchie
- 1998 – 2003: Tweede Congolese Burgeroorlog
- 1998: Operatie Desert Fox
- 1999: Kargiloorlog
- 1999 – 2001: Conflict in de Preševo-vallei
- 1999 – 2003: Tweede Liberiaanse Burgeroorlog
- 1999 – 2007: Ituri-conflict
- 1999 – 2009: Tweede Tsjetsjeense Oorlog

## 21e eeuw
- 2001 – 2021: Afghaanse Oorlog
- 2003 – 2011: Irakoorlog
- 2005 – 2010: Tweede Tsjadische Burgeroorlog
- 2006: Israëlisch-Libanese Oorlog
- 2007 – 2015: Oorlog in Ingoesjetië
- 2008: Russisch-Georgische Oorlog
- vanaf 2011: Syrische Burgeroorlog
- vanaf 2014: Russisch-Oekraïense Oorlog
  - 2014: Annexatie van de Krim
  - vanaf 2022: Russische invasie van Oekraïne
- 2020: Oorlog in Nagorno-Karabach
- 2023: Aanval op Nagorno-Karabach in 2023
- vanaf 2023: Oorlog Hamas-Israël
- vanaf 2023: Conflict in Soedan

## Gerelateerde onderwerpen
- Lijst van veldslagen
- Lijst van verdragen
- Lijst van burgeroorlogen